# 国際標準化機構が定めるローマ字表記国際規格一覧
以下は、国際標準化機構(ISO)が定めるローマ字表記国際規格一覧である。
- ISO 9 - キリル文字
- ISO 233 - アラビア語
- ISO 259 - ヘブライ語
- ISO 843 - ギリシャ語
- ISO 3602 - 日本語
- ISO 7098 - 中国語
- ISO 9984 - グルジア語
- ISO 9985 - アルメニア語
- ISO 11940 - タイ語
- ISO/TR 11941 - 朝鮮語（取り下げ）
- ISO 15919 - インド系文字